# 구글 지식 패널
구글 지식 패널(Google Knowledge Panel)은 검색 엔진 구글에서 표시되는 인물과 단체 등에 대한 정보인 구글 지식 그래프를 본인이나 권한을 위임받은 관리자가 직접 제안할 수 있도록 하기 위한 기능이다. 관리자로 등록되면 이미지, 통계, SNS 링크 등 검색에 표시되는 정보의 변경 사항을 제안 할 수 있다.

## 개요
지식 패널은 구글의 지식 그래프에 있는 아이템 (사람, 장소, 조직, 사물)을 검색 할 때 구글에 표시되는 정보 상자이다. 웹에서 추출한 데이터를 바탕으로 주제에 대한 정보를 빠르게 파악 할 수 있도록 도와준다. 지식 패널은 자동으로 생성되며 나타나는 정보는 웹의 다양한 소스에 기반한 것이다. 경우에 따라 지식 패널의 정보는 영화 나 음악과 같은 특정 주제에 대한 공신력 있는 데이터를 다른 공개 웹 소스의 정보와 결합 할 수 있다.

## 기능
정보 패널의 주체는 편집 제안 권한을 가지며 이러한 주체가 구글에 직접 제안 할 수 있는 방법을 제공한다. 표시되는 일부 정보는 제안된 정보 중 구글에서 검증한 결과값이다.
지식 패널은 웹에서 정보가 변경될 때 자동으로 업데이트되지만 구글은 지식 패널의 관리자의 편집 제안, 일반 사용자의 피드백의 두 가지 주요 방법으로 변경 사항을 결정한다.

### 비즈니스 프로필
비즈니스 프로필은 지식 패널과 비슷해 보이지만 특정 위치 또는 지정된 서비스 영역 내에서 고객에게 서비스를 제공하는 것으로 구글 마이 비즈니스를 통해 관리된다.